# 천성일 (작가)
천성일은 대한민국의 영화 및 TV 드라마 작가이다. 대표작으로는 KBS 2TV 드라마 《추노》와 영화 《7급 공무원》이 있다.

## 프로필
- 소속 : 하리마오 픽쳐스 (대표)

## 작품 활동

### 영화
- 2007년  영화  《격투기 고등학교》 ... 각본
- 2008년  영화  《원스 어폰 어 타임》 ... 각본
- 2009년  영화  《7급 공무원》 ... 택시기사 역 각본 & 제작 & 단역
- 2010년  영화  《아빠가 여자를 좋아해》 ... 각본 & 제작
- 2012년  영화  《5백만불의 사나이》 ... 각본 & 기획 & 제작
- 2014년  영화  《소수의견》 ... 각색 & 기획 & 제작
- 2014년  영화  《해적: 바다로 간 산적》 ... 각본 & 기획 & 제작
- 2015년  영화  《서부전선》 ... 각본 & 감독 & 기획
- 2022년  영화  《해적 Part Ⅱ: 도깨비 깃발》 ... 각본 & 기획 & 제작

### 텔레비전 드라마
- 2010년  KBS2 수목대기획드라마  《추노》 ... 집필
- 2010년  KBS2 수목미니시리즈  《도망자 플랜 B》 ... 집필
- 2013년  MBC 수목미니시리즈  《7급 공무원》 ... 집필
- 2017년  JTBC 금토미니시리즈  《더 패키지》 ... 집필
- 2018년  SBS 드라마스페셜 《친애하는 판사님께》 ... 집필
- 2021년  tvN 월화미니시리즈 《루카》 ... 집필
- 2022년  넷플릭스 오리지널드라마 《지금 우리 학교는》 ... 집필